# Escribònia Magna
Escribònia Magna, (en llatí Scribonia Magna) en les fonts històriques modernes coneguda com a Escribònia Crassí, va ser una noble romana que va viure a l'Imperi Romà al tombar dels segles I aC i I.
Escribònia era la filla única de Luci Escriboni Libó que va ser cònsol l'any 16 i de Cornèlia Pompeia Magna.
El seu llinatge estava connectat amb tot un seguit de famílies nobles romanes, molt antigues i influents políticament. Els seus avis materns eren Pompeia, filla de Gneu Pompeu Magne, i el pretor Luci Corneli Cinna, i els seus avis paterns eren Luci Escriboni Libó, cònsol l'any 34 aC i de la seva esposa, de nom desconegut però membre de la gens Sulpícia. Els seus pares eren descendents directes de Pompeia, la filla de Gneu Pompeu Magne, que va tenir del seu tercer matrimoni amb Múcia Tèrcia.
Se sap molt poc de la seva vida. Havia de néixer abans de l'any 16 aC, i va viure a Roma. Es va casar amb Marc Licini Cras Frugi, cònsol l'any 27, i fill de Marc Licini Cras Dives.
Va tenir diversos fills:
- Gneu Pompeu Magne, que es va casar amb Antònia, filla de l'emperador Claudi.
- Marc Licini Cras Frugi, cònsol l'any 64 sota l'emperador Neró, que el va fer matar.
- Licini Cras Escribonià, a qui el general Marc Antoni Prim va oferir l'Imperi en algun moment entre els anys 68 i 69, però va refusar el càrrec.
- Luci Calpurni Pisó Licinià, mort pels partidaris de l'emperador Otó quan lluitava contra Galba.
- Licínia Magna, que es va casar amb el cònsol de l'any 57 Luci Calpurni Pisó. El seu marit va morir per ordre de Vespasià. Ella va morir en una data desconeguda entre l'any 70 i l'any 80.